# Žametasti novogoban
Žametasti novogoban (znanstveno ime Neoboletus erythropus) je gliva iz rodu novogobanov (Neoboletus). Prej je bil znan kot žametasti goban (Boletus erythropus).

## Značilnosti
Mesnat klobuk pri odraslih primerkih doseže premer do 20 cm. Najprej je polkrožen, kasneje pa se izravna. Ima žametasto površino in je rdeče rjave barve, včasih pa tudi temnejših odtenkov. Stare gobe imajo klobuke pogosto mastne, kadar so mokri.
Trosovnica je sestavljena iz navpičnih rumenih cevk, ki na prerezanih mestih pozelenijo. Luknjice so bolj ali manj rdeče, drobne, na pritisk pa prav tako pozelenijo. Pri zelo starih primerkih postanejo luknjice olivno zelene.
Bet doseže v višino od 6 do 15 cm in ima premer od 2 - 6 cm. Mlade gobe imajo trebušast bet, ki postane pri odraslih primerkih valjast. Je rumeno rdeče barve in na njemu nikdar ni mrežice, posut pa je z rdečimi do rdeče-rjavimi luskicami ali pikami.
Meso je citronasto rumeno, na prerezu v trenutku pomodri, nato postane zeleno ter počasi posivi. Nima posebnega vonja in okusa.

## Razširjenost in uporabnost
Žametasti novogoban raste v mešanih gozdovih, na različnih podlagah, od pomladi do pozne jeseni. Najpogosteje raste na kislih tleh in v višje ležečih gozdovih. Je dokaj pogosta gobja vrsta. 

## Mikroskopske značilnosti
Trosni odtis je olivno rjave barve. Trosi so vretenaste oblike in merijo 12–19 x 5–7,5 μm.

## Podobne vrste
- prašičji novogoban (Neoboletus luridiformis) ima svetlejši klobuk
- svinjski lupljivec (Suillellus luridus) ima rumen bet prepreden z redko mrežico

## Uporabnost
Pogojno užiten in ga je treba pred uporabo prekuhati ali prepeči. Za sušenje ni primeren.